# Język masaba
Język masaba – język z rodziny bantu, używany w Ugandzie. Liczba mówiących wynosi ok. 750 tysięcy.